# Mark Grudzielanek
Mark Grudzielanek (ur. 30 czerwca 1970 w Milwaukee) – amerykański baseballista polskiego pochodzenia, który występował na pozycji drugobazowego oraz łapacza. 
Został wybrany w 11. rundzie draftu w 1991 roku przez Montreal Expos. Zawodową karierę rozpoczął w zespołach rezerwowych Expos, występujących w niższych ligach, między innymi w Ottawa Lynx. W Major League Baseball zadebiutował 28 kwietnia 1995. Będąc zawodnikiem klubu z Montrealu wystąpił w Meczu Gwiazd MLB. W 1998 roku przeszedł do Los Angeles Dodgers, w którym spędził cztery sezony. Występował jeszcze w Chicago Cubs, St. Louis Cardinals, Kansas City Royals oraz w Cleveland Indians, w którym zakończył karierę w wieku 40 lat.
| Nagroda/wyróżnienie | Lata | Źródło |
| All-Star            | 1996 | [ 3 ]  |
| Gold Glove Award    | 2006 | [ 6 ]  |